# 血氧饱和度
血氧饱和度（blood oxygen saturation level）或稱血氧濃度，簡稱氧饱和（oxygen saturation，SO2），是血液中氧含量与氧容量的比值，亦即血中“氧饱和血红蛋白”相对于“总血红蛋白（不饱和+饱和）”的比值。而氧分子与血红蛋白、肌红蛋白分子等的物理结合，不发生化学变化的过程或状态，称为氧合（oxygenation）。临床上，常用“氧合”来指代医用血氧饱和度。
人体需要并调节血液中氧气的非常精确和特定的平衡。人体的正常动脉血氧饱和度（SaO2）为97-100％，或96-99%。如果该水平低于90％，则被认为是低氧血症。动脉血氧水平低于80％可能会损害器官功能，例如大脑和心脏，应及时解决。持续的低氧水平可能导致呼吸或心脏骤停。氧气疗法可用于协助提高血氧水平。当氧分子进入人体组织。例如，血液在肺中被氧化，其中的氧分子从空气中进入血液。
临床上，监测血氧饱和度的简易方法，是使用脉氧仪。